# Balmullo
 (mai 2025).
Balmullo est un village situé dans le Fife, en Écosse. En 2020 la population de Balmullo est estimée à 1 320 habitants.